# La casa per Ognidove
La casa per Ognidove (House of Many Ways) è un romanzo fantasy del 2008 scritto dalla britannica Diana Wynne Jones.
Il libro (composto da 16 capitoli) è il terzo di una trilogia che comprende Il castello errante di Howl (1986) e Il castello in aria (1990). Come nel volume precedente, nella storia compaiono alcuni personaggi de Il castello errante di Howl in ruoli di supporto.

## Trama
La vita della piccola Charmain Baker, una ragazzina che dedica le sue giornate alla lettura, è trascorsa serena fino al giorno in cui va a trovare il vecchio prozio William che si è ammalato. Quello che poteva sembrare un normale evento della vita si trasforma via via in un'incredibile avventura, soprattutto quando Charmain scopre che il prozio è un potente mago e che la sua casa ha dei comportamenti strani: le stanze non sempre sono dove ci si aspetterebbe che fossero ed aprendo una porta ci si potrebbe trovare catapultati in un posto lontano. E la storia raggiunge l'apice quando la ragazzina incontrerà Sophie, il demone del fuoco Calcifer ed un altro esimio personaggio che non è altri che il terribile mago Howl che intende agire in incognito.

## Personaggi
Charmain Baker
Peter Regis
William Norland
Sophie Pendragon
Howl Pendragon
Calcifer
Morgan Pendragon
Waif
Re Adolphus X
Principessa Hilda
Lubbock

## Edizioni
- Diana Wynne Jones, La casa per Ognidove, traduzione di Francesca Guerra, Bologna, Kappalab, 2010, ISBN 9788874712281.
- Diana Wynne Jones, La casa per Ognidove, traduzione di Daniela Ventura, Bologna, Kappalab, 2014, ISBN 9788898002610.
- Diana Wynne Jones, Il castello errante di Howl. La trilogia, traduzione di Daniela Ventura e Francesca Guerra, Bologna, Kappalab, 2017, ISBN 978-88-98002-89-4.